# Eugenika
Eugenika (iz starogrčkog eu „dobro“ i genos „loza“) kao pojam je utemeljio britanski antropolog Francis Galton 1883. g. Označava rabljenje znanja o ljudskoj genetici radi utjecanja na stanovništvo i zdravstvenu politiku s ciljem povećanja udjela pozitivno ponderiranih gena (pozitivna eugenika) i smanjenja negativno ponderiranih gena (negativna eugenika) s ciljem poboljšanja određenih svojstava ljudske vrste.
Danas se eugenikom naziva znanost koja se bavi poboljšanjem ljudskih gena. 
Pojam obuhvaća i korištenje znanstvenih postignuća za otkrivanje sklonosti ploda genetskim bolestima tijekom trudnoće, što se primjenjuje kod  pobačaja s ciljem izbjegavanja rođenja djece s predviđenom mogućnošću razvoja neke od genetski uzrokovanih bolesti. Najčešće žrtve su fetusi s Downovim sindromom. Ovakvi pobačaji nazivaju se eugenički pobačaji. U Danskoj je trudnicama omogućeno besplatno postavljanje prenatalne dijagnoze identifikacije i nakon toga eliminacije defektnog zametka pobačajem što se trenutno, s obzirom na dosegnuti razvoj dijagnostike, najčešće koristi za pobačaje embrija ili fetusa s Downovim sindromom. Broj embrija u Britaniji začetih in vitro oplodnjom, a potom abortiranih zbog genetskih poremećaja u razdoblju od pet godina iznosi 123.
Eugenika je veliku primjenu postigla u nacionalsocijalističkoj Njemačkoj, u kojoj je ova znanost uživala veliku pozornost i imala na raspolaganju široka materijalna sredstva za napredak. Nad psihičkim i fizičkim bolesnicima su se provodile eutanazije, a uz eutanazije provodili su se legalni pobačaji nad pripadnicima tzv. nižih rasa.

## Poznati eugeničari
- Margaret Sanger
- John Maynard Keynes
- H. G. Wells